# Hemelsblauwe monarch
De hemelsblauwe monarch (Hypothymis coelestis) is een zangvogel uit de familie Monarchidae (monarchen).  Het is een kwetsbare, endemische vogelsoort  in de Filipijnen.

## Kenmerken
Deze soort wordt inclusief staart 15,5 centimeter en heeft een vleugellengte van 7,5 centimeter. Het is een zeer opvallende zangvogele met een grote kuif. De mannetjes en de vrouwtjes verschillen sterk van elkaar en de twee ondersoorten verschillen enigszins van elkaar door kleur en grootte.
Het mannetje van H. c. coelestis heeft een hemelsblauwe kop met lange veren op de kruin tot zo'n 4 centimeter lang. De rug is cobaltblauw en de onderzijde van de rug en staart zijn lichtblauw. De keel en borst zijn helder cobaltblauw dat wat lichter wordt in de buurt van de buik. De buik, de flanken en de onderzijde van de staart zijn wit met wat lichtblauw erdoorheen. Het vrouwtje is saaier en donkerder gekleurd met een kortere kuif tot zo'n 1,5 centimeter. Een juveniel heeft een azuurblauwe kop, gezicht en resterende delen van de bovenzijde. De kuif is slechts zo'n 1 centimeter lang. De keel en de borst zijn vaalhemelsblauw. Het midden van de buik is wit en de flanken zijn wit met wat grijsblauw erdoorheen. De snavel van de hemelsblauwe monarch is cobaltblauw met een zwart uiteinde, de ogen zijn donkerbruin en de poten blauwzwart.
De opvallende kruin hangt gewoonlijk naar beneden op de rug, maar wanneer de hemelsblauwe monarch opgewonden is, wordt deze opgezet. Deze soort valt ook op door een drietonig gefluit.

## Verspreiding en leefgebied
Deze soort komt voor in de Filipijnen en telt twee ondersoorten:
- H. c. rabori: Negros en Sibuyan.
- H. c. coelestis: overige Filipijnen, behalve Mindoro en Palawan.

Het leefgebied van de vogel is regenwoud en daarin vooral de boomtoppen of net daaronder in gebieden tot zo'n 1000 meter boven zeeniveau. Ze leven daar alleen of in gemengde groepjes samen met andere vogelsoorten.

## Status
De hemelsblauwe monarch heeft een beperkt verspreidingsgebied en daardoor is de kans op uitsterven aanwezig. De grootte van de populatie werd in 2016 door BirdLife International geschat op 1000-2500 individuen en de populatie-aantallen nemen af. Het leefgebied wordt aangetast door (illegale) ontbossing waarbij natuurlijk bos wordt omgezet in gebied voor agrarisch gebruik en menselijke bewoning. Om deze redenen staat deze soort als kwetsbaar op de Rode Lijst van de IUCN.